# Langrayen masqué
Artamus personatus
Espèce
Statut de conservation UICN

 LC  : Préoccupation mineure
Le Langrayen masqué (Artamus personatus) est une espèce de petits passereaux de la famille des Artamidae.

## Répartition
Il vit en Australie.

## Habitat
Il habite les forêts sèches tropicales et subtropicales en plaine.